# Rampa di lancio

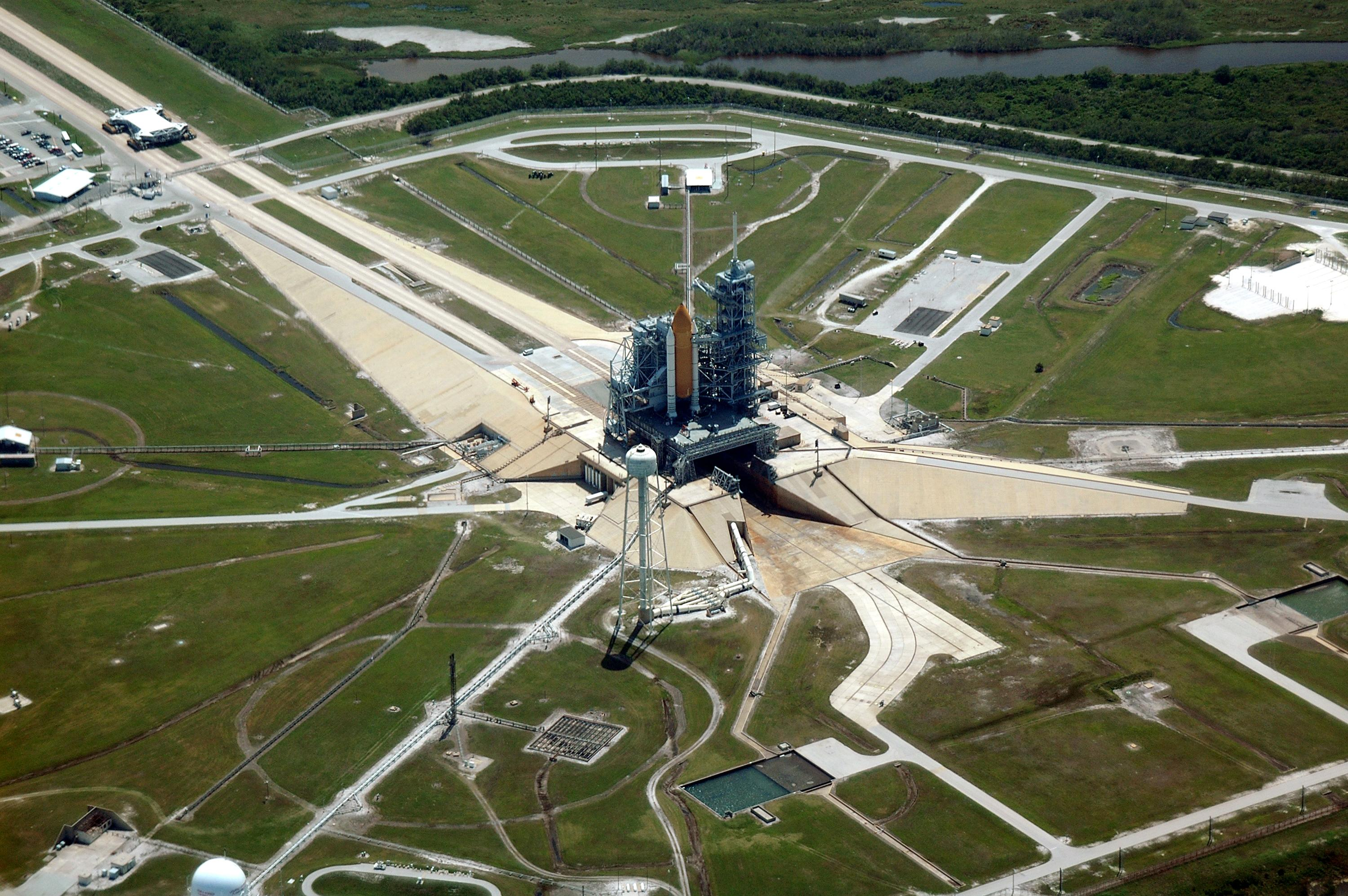
Launch Complex 39 al Kennedy Space Centre

Una rampa di lancio è un'area e una struttura dedicata dove i razzi o le navette spaziali decollano. Uno spazioporto può contenere una o più rampe di lancio.
Generalmente, una rampa di lancio, consiste in una struttura di servizio e una struttura di aggancio. La struttura di servizio ha il compito di rendere accessibile il veicolo prima del lancio per le ispezioni o per consentire l'entrata all'equipaggio. La struttura di aggancio fornisce il collegamento per consentire il caricamento del propellente, dei gas, dell'energia elettrica e delle comunicazioni. Nella struttura sono compresi anche dei sistemi per deviare le fiamme e l'intenso calore generati dai motori al momento del decollo.
In alcune rampe di lancio viene anche utilizzato un sistema di soppressione acustica per evitare che le intense onde sonore, generate dai motori, possano danneggiare il vettore.
Molti razzi vettori necessitano di un supporto stabile anche per alcuni secondi dopo l'accensione dei motori finché non viene stabilizzata la potenza. Per fare questo è necessario impiegare dei bulloni esplosivi che mantengono il razzo agganciato alla struttura. Una volta che si è raggiunta la potenza necessaria, essi vengono fatti esplodere, liberando così il razzo e consentendogli di decollare.

## Trasporto dei razzi verso la rampa di lancio
Ci sono notevoli differenze tra i vari siti di lancio che determinano i sistemi per trasportare i razzi verso la rampa.
- Il primo razzo di ragguardevoli dimensioni, il V2, viaggiava orizzontalmente con la coda in avanti verso il centro di lancio presso Peenemünde. Tale metodo, il più comune, è stato utilizzato per tutti i lanciatori sovietici, come ad esempio il razzo Energia del programma Buran.
- Come è avvenuto nel passato per i razzi Saturn V e Saturn IB, anche la navetta Space Shuttle viene prima assemblata verticalmente nel vehicle assembly building e poi trasportata verso il launch complex 39 sulla mobile launcher platform (MLP). Lo shuttle assemblato e la MLP erano posizionati sopra il crawler transporter, che li trasportava verso la rampa di lancio.[1] Un sistema simile è utilizzato per lanciare l'Ariane 5 presso il centre spatial guyanais, uno spazioporto francese vicino a Kourou nella Guyana francese.
- Presso la Air Force Station di Cape Canaveral, due binari paralleli a scartamento standard sono stati usati per trasportare il veicolo di lancio Titan e la sua piattaforma mobile dalla struttura di montaggio verso i complessi di lancio 40 e 41, e continuano ad essere utilizzati ancora oggi per l'Atlas V.